# دسی ریرس
دسی ریرس (هلندی: Desi Reijers؛ زادهٔ ۴ ژوئن ۱۹۶۴) شناگر زن اهل هلند بود.